# Xylionulus maynei
Xylionulus maynei là một loài bọ cánh cứng trong họ Bostrichidae. Loài này được Basilewsky miêu tả khoa học năm 1954.